# Yeda (sockenhuvudort i Kina, Hubei Sheng, lat 32,54, long 110,45)
Yeda (kinesiska: 叶大, 叶大乡) är en sockenhuvudort i Kina. Den ligger i provinsen Hubei, i den centrala delen av landet, omkring 420 kilometer nordväst om provinshuvudstaden Wuhan. Antalet invånare är 9 569. Befolkningen består av 4 548 kvinnor och 5 021 män. Barn under 15 år utgör 18,0 %, vuxna 15-64 år 68 %, och äldre över 65 år 12,0 %.
Runt Yeda är det ganska tätbefolkat, med 86 invånare per kvadratkilometer. Yeda är det största samhället i trakten. I omgivningarna runt Yeda växer i huvudsak blandskog.
Genomsnittlig årsnederbörd är 1 045 millimeter. Den regnigaste månaden är augusti, med i genomsnitt 198 mm nederbörd, och den torraste är december, med 8 mm nederbörd.